# Prosobonia cancellata
Prosobonia cancellata là một loài chim trong họ Scolopacidae.